# Game Night
Game Night (bra: A Noite do Jogo; prt: Noite de Jogo) é um filme americano de 2018, dos gêneros comédia de ação e humor negro, dirigido por John Francis Daley e Jonathan Goldstein. É estrelado por Jason Bateman e Rachel McAdams nos papéis principais, e Billy Magnussen, Sharon Horgan, Lamorne Morris, Kylie Bunbury, Jesse Plemons, Michael C. Hall e Kyle Chandler no elenco coadjuvante e segue um grupo de amigos cuja noite de jogo se transforma em um mistério da vida real depois que um deles é sequestrado por aparentes ladrões.
Lançado pela Warner Bros. Pictures em 23 de fevereiro de 2018, o filme foi bem sucedido tanto pela crítica como comercialmente, arrecadando 117 milhões de dólares em todo o mundo.

## Elenco
- Jason Bateman como Max Davis, marido de Annie.
- Rachel McAdams como Annie Davis, esposa de Max.
- Kyle Chandler como Brooks Davis, irmão de Max
- Billy Magnussen como Ryan Huddle, um dos amigos de Max e Annie.
- Sharon Horgan como Sarah Darcy, interesse amoroso de Ryan
- Lamorne Morris como Kevin Sterling, marido de Michelle.
- Kylie Bunbury como Michelle Sterling, esposa de Kevin.
- Jesse Plemons como Gary Kingsbury, vizinho de Max e Annie.
- Michael C. Hall como "O Bulgáro"
- Danny Huston como Donald Anderton
- Chelsea Peretti como Glenda
- Camille Chen como Dr. Chin
- Zerrick Williams como Val
- Joshua Mikel como Colin
- Michael Cyril Creighton como Bill
- Olivia como Bastian, cachorro de Gary Kingsbury

Além disso, os diretores do filme John Francis Daley e Jonathan Goldstein fizeram participações como Carter e Dan, respectivamente. Malcolm Hughes aparece como Kenny (creditado como "Não Denzel"), enquanto Jessica Lee aparece como Debbie, ex-esposa de Gary. Jeffrey Wright fez uma participação não creditada como um ator interpretando o Agente Ron Henderson, um agente do FBI.

## Produção

### Desenvolvimento
O produtor John Fox ficou com o título do filme e pediu ao roteirista Mark Perez ideias para a história. Perez se inspirou em filmes como Three Amigos e Tropic Thunder. Ele apresentou o conceito para a 20th Century Fox, que gostou. Os dois apresentaram o projeto para Jason Bateman, que também gostou. Eles então venderam a ideia para a New Line Cinema por volta de 2013-2014. Bateman foi inicialmente escalado para dirigir, bem como produzir e estrelar o filme. Quando os roteiristas Jonathan Goldstein e John Francis Daley foram contratados para reescrever o roteiro de Perez, ficou claro para Bateman que os dois também iriam querer dirigir o filme, então Bateman renunciou.

### Pré-produção
Em 24 de maio de 2016, a New Line Cinema contratou Goldstein e Francis Daley para reescrever e dirigir o filme Game Night, que Jason Bateman produziu por meio da Aggregate Films. Embora Daley e Goldstein não tenham recebido crédito de roteirista, eles disseram mais tarde que reescreveram "quase todo o diálogo do roteiro original, reformularam totalmente os personagens — principalmente um policial assustador interpretado por Jesse Plemons — e retrabalharam de forma abrangente o terceiro ato do roteiro original. "
Em janeiro de 2017, Rachel McAdams, Bateman e Plemons foram escalados para os papéis principais do filme. Em fevereiro de 2017, Kylie Bunbury se juntou ao elenco, enquanto em março, Lamorne Morris, Billy Magnussen, Kyle Chandler e Sharon Horgan também foram adicionados. Em abril de 2017, Jeffrey Wright foi escalado para o filme como um agente do FBI, um papel que ele acabou desempenhando sem créditos.

### Filmagens
As principais filmagens do filme começaram no início de abril de 2017 em Atlanta, Geórgia, EUA.

## Lançamento
A Warner Bros. Pictures havia programado originalmente Game Night para lançamento em 14 de fevereiro de 2018. A data foi adiada para 2 de março de 2018, antes de ser movida para 23 de fevereiro de 2018.

## Recepção

### Bilheteria
Game Night arrecadou US$ 69,2 milhões nos Estados Unidos e Canadá, e US$ 48,5 milhões em outros territórios, para um total mundial de US$ 117,7 milhões, contra um orçamento de produção de US$ 37 milhões.
Nos Estados Unidos e Canadá, Game Night foi lançado junto com Annihilation e Every Day, e foi projetado para arrecadar US$ 13-21 milhões em 3.488 cinemas em seu fim de semana de estreia. O filme arrecadou US$ 5,6 milhões em seu primeiro dia (incluindo US$1 milhão nas prévias de quinta-feira à noite). Acabou rendendo US$ 17 milhões no fim de semana, terminando em segundo, atrás do remanescente Pantera Negra. O filme caiu 38,8% (acima da média para uma comédia) em seu segundo fim de semana para $10.4 milhões, e terminou em 4º, atrás de Pantera Negra e os estreantes Red Sparrow e Death Wish. Fez $7.9 milhões em seu terceiro fim de semana, $5.6 milhões em seu quarto e $4.1 milhões em seu quinto.

### Crítica
No Rotten Tomatoes, o filme tem 85% de aprovação com base em 256 resenhas, com média de 6,9/10. O consenso crítico do site diz: "Com um elenco talentoso solto em uma premissa carregada - e um roteiro afiado carregado com comédia de humor negro e reviravoltas inesperadas - Game Night pode ser mais divertido do que a coisa real." No Metacritic, o filme tem uma pontuação média ponderada de 66 de 100, com base em 41 críticos, indicando "críticas geralmente favoráveis". O público entrevistado pela CinemaScore deu ao filme uma nota média de "B+" em uma escala de A+ a F, enquanto o PostTrak relatou que 78% dos espectadores deram uma pontuação positiva. Muitos críticos notaram a semelhança da trama com a de The Man Who Knew Too Little.
Owen Gleiberman, da Variety, deu uma crítica positiva ao filme, dizendo "Mesmo com 100 minutos, Game Night empurra sua premissa para a parede do escapismo sintético. No entanto, o filme manipula seu público de maneiras astutas e maliciosas. Não é grande coisa, mas você está feliz por ter sido tocado."
Richard Lawson, da Vanity Fair, deu uma crítica positiva ao filme, mas escreveu: "É um bom momento, mas talvez pudesse ter sido ótimo. O que eu suponho que seja verdade em tantas noites destinadas a nos livrar da estagnação da vida estável."  Jon Frosch do The Hollywood Reporter escreveu: "Há risos aqui e ali, mas uma notável ausência de gargalhadas".

### Premiações
| Prêmio                                        | Data da cerimônia      | Categoria                     | Destinatários           | Resultado | Ref.          |
| --------------------------------------------- | ---------------------- | ----------------------------- | ----------------------- | --------- | ------------- |
| Detroit Film Critics Society                  | 3 de dezembro de 2018  | Melhor Ator Coadjuvante       | Jesse Plemons           | Indicado  | [ 39 ]        |
| Sociedade dos Críticos de Cinema de San Diego | 10 de dezembro de 2018 | Melhor Performance de Comédia | Jason Bateman           | Indicado  | [ 40 ] [ 41 ] |
| Sociedade dos Críticos de Cinema de San Diego | 10 de dezembro de 2018 | Melhor Performance de Comédia | Jesse Plemons           | Indicado  |               |
| Sociedade dos Críticos de Cinema de San Diego | 10 de dezembro de 2018 | Melhor Edição                 | Dave Egan e Jamie Gross | Venceu    |               |
| Sociedade dos Críticos de Cinema de San Diego | 10 de dezembro de 2018 | Melhor Conjunto               | Elenco                  | Venceu    |               |
| Critics' Choice Movie Awards                  | 13 de janeiro de 2019  | Melhor Comédia                | Game Night              | Indicado  |               |
| Critics' Choice Movie Awards                  | 13 de janeiro de 2019  | Melhor Ator em Comédia        | Jason Bateman           | Indicado  |               |
| Critics' Choice Movie Awards                  | 13 de janeiro de 2019  | Melhor Atriz em Comédia       | Rachel McAdams          | Indicado  |               |

## Possível sequência
Durante o fim de semana de estreia do filme, o roteirista Mark Perez discutiu a possibilidade de uma sequência, dizendo "Seria ótimo ter sequências. Supertítulos como Game Night ou títulos específicos como esse parecem geneticamente construídos para ter sequências... Isso significaria o filme foi bem, e isso é tudo o que realmente importa nesta fase."